# Eksjöberget
Eksjöberget är ett naturreservat i Älvdalens kommun i Dalarnas län.
Området är naturskyddat sedan 2011 och är 444 hektar stort. Reservatet består av uråldriga tallar och även några bestånd av glasbjörk som kommit upp som resultat av brand.
Idre Vind hade planer på att bygga tio vindkraftverk här, vilket Älvdalens kommunfullmäktige ställde sig bakom i april 2003. Planerna togs dock till Miljödomstolen och i en dom 2007 slog Miljööverdomstolen fast att planerna inte skulle godkännas. Anledningen till att planerna inte godkändes var att området ligger i ett Natura 2000-område och att man bedömde att anläggningen skulle producera för lite el.